# Paragomphus cognatus
Paragomphus cognatus là một loài chuồn chuồn ngô thuộc họ Gomphidae. Nó được tìm thấy ở Angola, Bờ Biển Ngà, Ethiopia, Kenya, Malawi, Mozambique, Namibia, Nigeria, Sierra Leone, Nam Phi, Tanzania, Uganda, Zambia, Zimbabwe, và có thể cả Burundi. Môi trường sống tự nhiên của chúng là rừng ẩm vùng đất thấp nhiệt đới hoặc cận nhiệt đới, vùng cây bụi khô khu vực nhiệt đới hoặc cận nhiệt đới, vùng cây bụi ẩm khu vực nhiệt đới hoặc cận nhiệt đới, và sông ngòi.